# 2022-es labdarúgó-világbajnokság-selejtező (CONCACAF)
A 2022-es labdarúgó-világbajnokság észak- és közép-amerikai selejtező mérkőzéseit 2019-től 2022-ig játszották le. Összesen 35 válogatott vett részt a selejtezőn. Észak- és közép-amerika 3 közvetlen kvótát kapott, valamint 1 válogatott interkontinentális pótselejtezőn juthatott ki.

## Formátum

### Eredeti formátum
2019. július 10-én jelentette be a CONCACAF a formátumot.
- Hexagonál csoport: a 2020. júniusi FIFA-világranglista alapján legmagasabban rangsorolt 6 csapat oda-visszavágós rendszerben mérkőznek meg egymással. Az első három helyezett kijut a világbajnokságra, a negyedik a CONCACAF rájátszásba kerül.
- Alsóági csoportkör és kieséses szakasz: a többi csapatot (a 2020. júniusi FIFA-világranglista alapján a 7–35. helyen rangsoroltak) 8 csoportra osztják (öt csoportba négy csapat, három csoportba három csapat), amelyek körmérkőzéses oda-visszavágós rendszerben mérkőznek meg egymással. A csoportgyőztesek a kieséses szakaszba jutnak, ahol egyenes kieséses rendszerben, oda-visszavágós rendszerben játszanak. A kieséses szakasz győztese a CONCACAF rájátszásba kerül.
- Rájátszás: a hexagonál csoport negyedik helyezettje és az alsóági kieséses szakasz győztese játszik egymással, a győztes az interkontinentális pótselejtezőbe jut.

2020. június 25-én a Covid19-pandémia miatt a FIFA elhalasztotta a 2020. szeptemberi mérkőzéseket. Ennek következtében a formátumot megváltoztatták.

### Új formátum
2020. július 27-én jelentette be a CONCACAF az új formátumot.
- Első forduló: a 6–35. helyen rangsorolt csapatokat 6 darab ötcsapatos csoportba sorsolták. A csapatok egyszeri körmérkőzéses rendszerben mérkőztek meg egymással, mindegyik csapat kétszer játszott hazai pályán és idegenben. A csoportgyőztesek a második fordulóba jutottak.
- Második forduló: az első forduló hat csoportgyőztese három párban oda-visszavágós rendszerben mérkőztek meg. A három győztes a harmadik fordulóba jutott.
- Harmadik forduló: az 1–5. helyen rangsorolt csapatok és a második forduló három továbbjutója egy nyolccsapatos csoportban körmérkőzéses, oda-visszavágós rendszerben mérkőztek meg egymással. Az első három helyezett kijutott a világbajnokságra, a negyedik helyezett az interkontinentális pótselejtezőbe jutott.

## Résztvevők
Mind a 35 észak- és közép-amerikai FIFA-tagország részt vett a selejtezőn. A rangsort a 2020. júliusi FIFA-világranglista alapján alakították ki, a válogatottak helyezései az alábbi táblázatban zárójelben olvashatók.
| Kiemelt a 3. fordulóba (1–5. hely)                                                               | 1. forduló résztvevői (6–35. hely) | 1. forduló résztvevői (6–35. hely) |
| ------------------------------------------------------------------------------------------------ | --- | --- |
| 1. Mexikó (11.) 2. Egyesült Államok (22.) 3. Costa Rica (46.) 4. Jamaica (48.) 5. Honduras (62.) | 1. Salvador (69.) 2. Kanada (73.) 3. Curaçao (80.) 4. Panama (81.) 5. Haiti (86.) 6. Trinidad és Tobago (105.) 7. Antigua és Barbuda (126.) 8. Guatemala (130.) 9. Saint Kitts és Nevis (139.) 10. Suriname (141.) 11. Nicaragua (151.) 12. Dominikai Köztársaság (158.) 13. Grenada (159.) 14. Barbados (162.) 15. Guyana (166.) | 1. Saint Vincent és a Grenadine-szigetek (167.) 2. Bermuda (168.) 3. Belize (170.) 4. Saint Lucia (176.) 5. Puerto Rico (178.) 6. Kuba (179.) 7. Montserrat (183.) 8. Dominikai Közösség (184.) 9. Kajmán-szigetek (193.) 10. Bahama-szigetek (195.) 11. Aruba (200.) 12. Turks- és Caicos-szigetek (203.) 13. Amerikai Virgin-szigetek (207.) 14. Brit Virgin-szigetek (208.) 15. Anguilla (210.) |

## Naptár
A mérkőzéseket az alábbi napokon játszották.
2020. június 25-én a Covid19-pandémia miatt a FIFA az interkontinentális pótselejtezőket 2022 márciusáról júniusra halasztotta, a 2021 júniusi időablakban így négy játéknapra kerülhetett sor az észak-amerikai zónában. 2020. szeptember 8-án a CONCACAF a 2020 októberi, novemberi játéknapokat 2021-re helyezte át. 2020. december 4-én a FIFA a 2021 szeptemberi, októberi, valamint a 2022 januári és márciusi játéknapokat kettőről háromra bővítette. A CONCACAF 2021. június 16-án jelentette be az új naptárat.
| Forduló          | Játéknap     | Dátum                       |
| ---------------- | ------------ | --------------------------- |
| Első forduló     | 1–2. forduló | 2021. március 24–30.        |
| Első forduló     | 3–4. forduló | 2021. június 2–8.           |
| Második forduló  | 1. mérkőzés  | 2021. június 12.            |
| Második forduló  | 2. mérkőzés  | 2021. június 15.            |
| Harmadik forduló | 1. játéknap  | 2021. szeptember 2–8.       |
| Harmadik forduló | 2. játéknap  | 2021. szeptember 2–8.       |
| Harmadik forduló | 3. játéknap  | 2021. szeptember 2–8.       |
| Harmadik forduló | 4. játéknap  | 2021. október 7–13.         |
| Harmadik forduló | 5. játéknap  | 2021. október 7–13.         |
| Harmadik forduló | 6. játéknap  | 2021. október 7–13.         |
| Harmadik forduló | 7. játéknap  | 2021. november 12–16.       |
| Harmadik forduló | 8. játéknap  | 2021. november 12–16.       |
| Harmadik forduló | 9. játéknap  | 2022. január 27.–február 2. |
| Harmadik forduló | 10. játéknap | 2022. január 27.–február 2. |
| Harmadik forduló | 11. játéknap | 2022. január 27.–február 2. |
| Harmadik forduló | 12. játéknap | 2022. március 24.–30.       |
| Harmadik forduló | 13. játéknap | 2022. március 24.–30.       |
| Harmadik forduló | 14. játéknap | 2022. március 24.–30.       |

## Első forduló
A hat legmagasabban kiemelt csapat az A1–F1 pozíciókat kapta, a helyezésük szerinti sorrendben. A többi csapat a sorsolás szerint a betűrend szerinti első lehetséges csoportba került. A pozíciókat a kalap száma szerint kapták.
A sorsolást 2020. augusztus 19-én 19 órától tartották Zürichben. A csoportgyőztesek a második fordulóba jutottak.

### A csoport
| Hely. | Csapat                   | M | Gy | D | V | G+ | G– | Gk  | P  | Továbbjutás                 |     | Salvador | Montserrat (sziget) | Antigua és Barbuda | Grenada | Amerikai Virgin-szigetek |
| ----- | ------------------------ | - | -- | - | - | -- | -- | --- | -- | --------------------------- | --- | -------- | ------------------- | ------------------ | ------- | ------------------------ |
| 1.    | Salvador                 | 4 | 3  | 1 | 0 | 13 | 1  | +12 | 10 | Továbbjutott a 2. fordulóba |     | —        | —                   | 3–0                | 2–0     | —                        |
| 2.    | Montserrat               | 4 | 2  | 2 | 0 | 9  | 4  | +5  | 8  |                             |     | 1–1      | —                   | —                  | —       | 4–0                      |
| 3.    | Antigua és Barbuda       | 4 | 2  | 1 | 1 | 6  | 5  | +1  | 7  |                             | —   | 2–2      | —                   | 1–0                | —       |                          |
| 4.    | Grenada                  | 4 | 1  | 0 | 3 | 2  | 5  | −3  | 3  |                             | —   | 1–2      | —                   | —                  | 1–0     |                          |
| 5.    | Amerikai Virgin-szigetek | 4 | 0  | 0 | 4 | 0  | 15 | −15 | 0  |                             | 0–7 | —        | 0–3                 | —                  | —       |                          |

### B csoport
| Hely. | Csapat          | M | Gy | D | V | G+ | G– | Gk  | P  | Továbbjutás                 |      | Kanada | Suriname | Bermuda | Aruba | Kajmán-szigetek |
| ----- | --------------- | - | -- | - | - | -- | -- | --- | -- | --------------------------- | ---- | ------ | -------- | ------- | ----- | --------------- |
| 1.    | Kanada          | 4 | 4  | 0 | 0 | 27 | 1  | +26 | 12 | Továbbjutott a 2. fordulóba |      | —      | 4–0      | 5–1     | —     | —               |
| 2.    | Suriname        | 4 | 3  | 0 | 1 | 15 | 4  | +11 | 9  |                             |      | —      | —        | 6–0     | —     | 3–0             |
| 3.    | Bermuda         | 4 | 1  | 1 | 2 | 7  | 12 | −5  | 4  |                             | —    | —      | —        | 5–0     | 1–1   |                 |
| 4.    | Aruba           | 4 | 1  | 0 | 3 | 3  | 19 | −16 | 3  |                             | 0–7  | 0–6    | —        | —       | —     |                 |
| 5.    | Kajmán-szigetek | 4 | 0  | 1 | 3 | 2  | 18 | −16 | 1  |                             | 0–11 | —      | —        | 1–3     | —     |                 |

### C csoport
| Hely. | Csapat                                | M | Gy | D | V | G+ | G– | Gk  | P  | Továbbjutás                 |     | Curaçao | Guatemala | Kuba | Saint Vincent és a Grenadine-szigetek | Brit Virgin-szigetek |
| ----- | ------------------------------------- | - | -- | - | - | -- | -- | --- | -- | --------------------------- | --- | ------- | --------- | ---- | ------------------------------------- | -------------------- |
| 1.    | Curaçao                               | 4 | 3  | 1 | 0 | 15 | 1  | +14 | 10 | Továbbjutott a 2. fordulóba |     | —       | 0–0       | —    | 5–0                                   | —                    |
| 2.    | Guatemala                             | 4 | 3  | 1 | 0 | 14 | 0  | +14 | 10 |                             |     | —       | —         | 1–0  | 10–0                                  | —                    |
| 3.    | Kuba                                  | 4 | 2  | 0 | 2 | 7  | 3  | +4  | 6  |                             | 1–2 | —       | —         | —    | 5–0                                   |                      |
| 4.    | Saint Vincent és a Grenadine-szigetek | 4 | 1  | 0 | 3 | 3  | 16 | −13 | 3  |                             | —   | —       | 0–1       | —    | 3–0                                   |                      |
| 5.    | Brit Virgin-szigetek                  | 4 | 0  | 0 | 4 | 0  | 19 | −19 | 0  |                             | 0–8 | 0–3     | —         | —    | —                                     |                      |

### D csoport
| Hely. | Csapat                | M | Gy | D | V | G+ | G– | Gk  | P  | Továbbjutás                 |     | Panama | Dominikai Köztársaság | Barbados | Dominikai Közösség | Anguilla |
| ----- | --------------------- | - | -- | - | - | -- | -- | --- | -- | --------------------------- | --- | ------ | --------------------- | -------- | ------------------ | -------- |
| 1.    | Panama                | 4 | 4  | 0 | 0 | 19 | 1  | +18 | 12 | Továbbjutott a 2. fordulóba |     | —      | 3–0                   | 1–0      | —                  | —        |
| 2.    | Dominikai Köztársaság | 4 | 2  | 1 | 1 | 8  | 4  | +4  | 7  |                             |     | —      | —                     | 1–1      | 1–0                | —        |
| 3.    | Barbados              | 4 | 1  | 2 | 1 | 3  | 3  | 0   | 5  |                             | —   | —      | —                     | 1–1      | 1–0                |          |
| 4.    | Dominikai Közösség    | 4 | 1  | 1 | 2 | 5  | 4  | +1  | 4  |                             | 1–2 | —      | —                     | —        | 3–0                |          |
| 5.    | Anguilla              | 4 | 0  | 0 | 4 | 0  | 23 | −23 | 0  |                             | 0–1 | 0–6    | —                     | —        | —                  |          |

### E csoport
| Hely. | Csapat                    | M | Gy | D | V | G+ | G– | Gk  | P | Továbbjutás                 |      | Haiti | Nicaragua | Belize | Turks- és Caicos-szigetek | Saint Lucia |
| ----- | ------------------------- | - | -- | - | - | -- | -- | --- | - | --------------------------- | ---- | ----- | --------- | ------ | ------------------------- | ----------- |
| 1.    | Haiti                     | 3 | 3  | 0 | 0 | 13 | 0  | +13 | 9 | Továbbjutott a 2. fordulóba |      | —     | 1–0       | 2–0    | —                         | —           |
| 2.    | Nicaragua                 | 3 | 2  | 0 | 1 | 10 | 1  | +9  | 6 |                             |      | —     | —         | 3–0    | —                         | —           |
| 3.    | Belize                    | 3 | 1  | 0 | 2 | 5  | 5  | 0   | 3 |                             | —    | —     | —         | 5–0    | —                         |             |
| 4.    | Turks- és Caicos-szigetek | 3 | 0  | 0 | 3 | 0  | 22 | −22 | 0 |                             | 0–10 | 0–7   | —         | —      | —                         |             |
| 5.    | Saint Lucia               | 0 | 0  | 0 | 0 | 0  | 0  | 0   | 0 | Visszalépett                |      | —     | —         | —      | —                         | —           |

### F csoport
| Hely. | Csapat               | M | Gy | D | V | G+ | G– | Gk  | P | Továbbjutás                 |     | Saint Kitts és Nevis | Trinidad és Tobago | Puerto Rico | Guyana | Bahama-szigetek |
| ----- | -------------------- | - | -- | - | - | -- | -- | --- | - | --------------------------- | --- | -------------------- | ------------------ | ----------- | ------ | --------------- |
| 1.    | Saint Kitts és Nevis | 4 | 3  | 0 | 1 | 8  | 2  | +6  | 9 | Továbbjutott a 2. fordulóba |     | —                    | —                  | 1–0         | 3–0    | —               |
| 2.    | Trinidad és Tobago   | 4 | 2  | 2 | 0 | 6  | 1  | +5  | 8 |                             |     | 2–0                  | —                  | —           | 3–0    | —               |
| 3.    | Puerto Rico          | 4 | 2  | 1 | 1 | 10 | 2  | +8  | 7 |                             | —   | 1–1                  | —                  | —           | 7–0    |                 |
| 4.    | Guyana               | 4 | 1  | 0 | 3 | 4  | 8  | −4  | 3 |                             | —   | —                    | 0–2                | —           | 4–0    |                 |
| 5.    | Bahama-szigetek      | 4 | 0  | 1 | 3 | 0  | 15 | −15 | 1 |                             | 0–4 | 0–0                  | —                  | —           | —      |                 |

## Második forduló
Az első forduló hat csoportgyőztese előre meghatározott három párosításban oda-visszavágós rendszerben mérkőztek meg. A három győztes a harmadik fordulóba jutott.
Párosítások:
- A csoport győztese – F csoport győztese
- B csoport győztese – E csoport győztese
- C csoport győztese – D csoport győztese

| 1. csapat            | Össz.Tooltip Aggregate score | 2. csapat | 1. mérk. | 2. mérk. |
| -------------------- | ---------------------------- | --------- | -------- | -------- |
| Saint Kitts és Nevis | 0–6                          | Salvador  | 0–4      | 0–2      |
| Haiti                | 0–4                          | Kanada    | 0–1      | 0–3      |
| Panama               | 2–1                          | Curaçao   | 2–1      | 0–0      |

## Harmadik forduló
A 2020. júliusi FIFA-világranglista alapján az 1–5. helyen rangsorolt csapatokhoz csatlakozott a második forduló három továbbjutója. A nyolc csapat egyetlen csoportban körmérkőzéses, oda-visszavágós rendszerben mérkőztek meg egymással, összesen 14 mérkőzést játszott mindegyik csapat. Az első három helyezett kijutott a világbajnokságra, a negyedik helyezett az interkontinentális pótselejtezőbe jutott.
| Hely. | Csapat           | M  | Gy | D | V  | G+ | G– | Gk  | P  | Továbbjutás                             |     | Kanada | Mexikó | Amerikai Egyesült Államok | Costa Rica | Panama | Jamaica | Salvador | Honduras |
| ----- | ---------------- | -- | -- | - | -- | -- | -- | --- | -- | --------------------------------------- | --- | ------ | ------ | ------------------------- | ---------- | ------ | ------- | -------- | -------- |
| 1.    | Kanada           | 14 | 8  | 4 | 2  | 23 | 7  | +16 | 28 | Kijutott a 2022-es világbajnokságra     |     | —      | 2–1    | 2–0                       | 1–0        | 4–1    | 4–0     | 3–0      | 1–1      |
| 2.    | Mexikó           | 14 | 8  | 4 | 2  | 17 | 8  | +9  | 28 | Kijutott a 2022-es világbajnokságra     |     | 1–1    | —      | 0–0                       | 0–0        | 1–0    | 2–1     | 2–0      | 3–0      |
| 3.    | Egyesült Államok | 14 | 7  | 4 | 3  | 21 | 10 | +11 | 25 | Kijutott a 2022-es világbajnokságra     |     | 1–1    | 2–0    | —                         | 2–1        | 5–1    | 2–0     | 1–0      | 3–0      |
| 4.    | Costa Rica       | 14 | 7  | 4 | 3  | 13 | 8  | +5  | 25 | Interkontinetális pótselejtezőbe jutott |     | 1–0    | 0–1    | 2–0                       | —          | 1–0    | 1–1     | 2–1      | 2–1      |
| 5.    | Panama           | 14 | 6  | 3 | 5  | 17 | 19 | −2  | 21 |                                         |     | 1–0    | 1–1    | 1–0                       | 0–0        | —      | 3–2     | 2–1      | 1–1      |
| 6.    | Jamaica          | 14 | 2  | 5 | 7  | 12 | 22 | −10 | 11 |                                         | 0–0 | 1–2    | 1–1    | 0–1                       | 0–3        | —      | 1–1     | 2–1      |          |
| 7.    | Salvador         | 14 | 2  | 4 | 8  | 8  | 18 | −10 | 10 |                                         | 0–2 | 0–2    | 0–0    | 1–2                       | 1–0        | 1–1    | —       | 0–0      |          |
| 8.    | Honduras         | 14 | 0  | 4 | 10 | 7  | 26 | −19 | 4  |                                         | 0–2 | 0–1    | 1–4    | 0–0                       | 2–3        | 0–2    | 0–2     | —        |          |

## Interkontinentális pótselejtező
A 4. helyezett csapatnak interkontinentális pótselejtezőt kell játszania. A párosításokat 2021. november 26-án sorsolták. A mérkőzésre 2022 június 14-én került sor.
| 1. csapat  | Eredmény | 2. csapat |
| ---------- | -------- | --------- |
| Costa Rica | 1–0      | Új-Zéland |

## A világbajnokságra kijutott csapatok
A világbajnokságra a CONCACAF tagországai közül az alábbi csapatok jutottak ki:
A kvalifikáció megszerzésének sorrendjében. A "Világbajnoki részvétel" oszlop már tartalmazza a 2022-es labdarúgó-világbajnokságot is.
| Csapat           | Kvalifikáció módja                                       | Kvalifikáció időpontja | Világbajnoki részvétel | Utolsó részvétel | Legjobb eredmény         |
| ---------------- | -------------------------------------------------------- | ---------------------- | ---------------------- | ---------------- | ------------------------ |
| Kanada           | 3. forduló, 1. helyezett                                 | 2022. március 27.      | 2                      | 1986             | Csoportkör (1986)        |
| Egyesült Államok | 3. forduló, 3. helyezett                                 | 2022. március 30.      | 11                     | 2014             | Bronzérmes (1930)        |
| Mexikó           | 3. forduló, 2. helyezett                                 | 2022. március 30.      | 17                     | 2018             | Negyeddöntő (1970, 1986) |
| Costa Rica       | Interkontinentális pótselejtező, CONCACAF – OFC győztese | 2022. június 14.       | 6                      | 2018             | Negyeddöntő (2014)       |